# 무라마쓰촌 (나가사키현)
무라마쓰촌(村松村)은 나가사키현 니시소노기군에 설치된 촌이다. 